# Severní Makedonie
Severní Makedonie (makedonsky Северна Македонија, Severna Makedonija, albánsky Maqedonia e Veriut), plným názvem Republika Severní Makedonie, je vnitrozemský stát na Balkánském poloostrově v jihovýchodní Evropě. Na severozápadě hraničí s Kosovem, na severu se Srbskem, na východě s Bulharskem, na jihu s Řeckem a na západě s Albánií; tvoří přibližně severní třetinu větší geografické oblasti Makedonie. Severní Makedonie je převážně hornatá, nejvyšší pohoří jsou Korab a Šar planina. Severní a západní část země má  kontinentální klima a jižní a východní část středomořské. Na ploše asi 25 000 km² žije  1,8 milionu obyvatel. Hlavním a největším městem je Skopje, mezi další významná města patří Kumanovo, Bitola, Prilep a Tetovo. Tři pětiny obyvatel jsou Makedonci, největšími etnickými menšinami jsou Albánci (24 %), Turci (4 %) a Romové (3 %). Úředními jazyky je makedonština a albánština. Celkem 60 % obyvatel se hlásí ke křesťanství, 32 % k islámu.
Historie tohoto regionu se datuje do starověku, počínaje královstvím Peonie, smíšeným thrácko-illyrským státním zřízením. Na konci šestého století př. n. l. si oblast podrobila perská Achaimenovská říše, která ji ve 4. století př. n. l. začlenila ke království Makedonie (Starověká Makedonie). Ve druhém století př. n. l. oblast dobyla Římská republika a učinila jí součástí mnohem větší provincie Makedonie. Oblast zůstala součástí Byzantské říše, ale od šestého století n. l. byla často napadána a osidlována slovanskými kmeny. Po staletích sporů mezi bulharskou, byzantskou a srbskou říší byla od poloviny 14. až do počátku 20. století součástí Osmanské říše, kdy se po balkánských válkách v letech 1912 a 1913 dostalo území současné Severní Makedonie pod srbskou nadvládu.
Během první světové války bylo území pod nadvládou Bulharů, ale po skončení války se vrátilo pod srbskou správu jako součást nově vzniklého Království Srbů, Chorvatů a Slovinců. Během druhé světové války byla Makedonie opět ovládána Bulharskem a v roce 1945 bylo území vytvořené socialistické republiky ustanoveno jako součást komunistické Jugoslávie, ve které zůstalo až do svého mírového odtržení v roce 1991. V roce 1993 se země stala členem Organizace spojených národů, ale v důsledku sporu s Řeckem o název „Makedonie“ byla přijata pod prozatímním názvem „Bývalá jugoslávská republika Makedonie“. V roce 2018 byl spor vyřešen dohodou, že se země přejmenuje na „Republiku Severní Makedonie“, která vstoupila v platnost v únoru 2019.
Severní Makedonie je unitární parlamentní republikou  s prezidentem jako ceremoniální hlavou státu, zákonodárným orgánem  je jednokomorový parlament. Patří mezi rozvojové země, v indexu lidského rozvoje se umístila na 82. místě, podle definice Světové banky je zemí s vyššími středními příjmy a od získání nezávislosti prošla významnými ekonomickými reformami v rámci rozvoje otevřené ekonomiky. Svým občanům poskytuje sociální zabezpečení, všeobecný systém zdravotní péče a bezplatné základní a střední vzdělání. Severní Makedonie je členem Organizace spojených národů, Severoatlantické aliance, Rady Evropy, Světové banky, OBSE, CEFTA a Světové obchodní organizace. Od roku 2005 je také kandidátem na vstup do Evropské unie.

## Název
Jméno země pochází z řeckého Μακεδονία (Makedonia), království (později region), pojmenovaného po starověkých Makedoncích. Jejich jméno, Μακεδόνες (Makedónes), pochází původně od starořeckého přídavného jména makednós, což znamená vysoký, které sdílí stejný kořen jako jméno μάκρος (Makros), což znamená "délka", jak ve starořečtině, tak i v moderní řečtině. Původně se věřilo, že jméno znamená "horal" nebo "ty vysoké", možná kvůli odkazu na fyzický charakter starých Makedonců a jejich hornatou zemi.
O oficiální název samostatného státu (Makedonie a Makedonská republika) se od 90. let 20. století do 10. let 21. století vedly spory z důvodu protestů Řecka, proto se země v Organizaci spojených národů (od dubna 1993) a v dalších mezinárodních organizacích, ve kterých bylo Řecko již před rozpadem Jugoslávie, provizorně nazývala Bývalá jugoslávská republika Makedonie, makedonsky Поранeшна југославенсҝа републиҝа Македонија; Poranešna Jugoslovenska Republika Makedonija – PJRM), česky Bývalá jugoslávská republika Makedonie, anglicky Former Yugoslav Republic of Macedonia (FYROM), francouzsky ex-république yougoslave de Macédonie, španělsky la ex República Yugoslava de Macedonia.
V první polovině ledna roku 2018 se obě dvě země v otázce hledání dohody významně posunuly kupředu, když se neoficiálně shodly, že bude zvolen jeden z pěti názvů Republika Nová Makedonie, Nová Makedonie, Horní Makedonie, Vardarská Makedonie nebo Makedonie (Skopje). Nakonec ovšem v červnu 2018 podepsaly Řecko a Makedonie dohodu o novém názvu makedonského státu Severní Makedonie (makedonsky Северна Македонија), plným názvem Republika Severní Makedonie (makedonsky Република Северна Македонија). Dohodu v lednu 2019 schválily parlamenty obou zemí, v Makedonii kvůli tomu došlo i ke změně ústavy. Oficiální přejmenování proběhlo v únoru 2019, od února 2019 se v Organizaci spojených národů používá nový název země. V České republice se od února 2019 používá oficiální název Republika Severní Makedonie, zkráceně Severní Makedonie, starší podoby názvu se používat nesmí.

## Historie
Oblast Makedonie patří k jedněm z nejdéle osídlených území Evropy. Ve starověku se území dnešní Severní Makedonie nacházelo na rozhraní vlivu Ilyrů, Thráků a starověkých Makedonců. Ve 4. století př. n. l. oblast zcela ovládli Makedonci, ve 2. století př. n. l. se Makedonie stala římskou provincií. Po rozdělení Římské říše v roce 395 se stala součástí Východořímské říše. Ve středověku byla osídlena Slovany. Země se střídavě ocitala pod nadvládou Bulharské a Byzantské říše. Na přelomu 10. a 11. století se stala centrem říše bulharského cara Samuela. V 11. a 12. století se opět ocitla v rukou Řeků. Osvobodil ji až roku 1203 bulharský car Kalojan. V následujícím století byla pod střídavým vlivem Asjenovců, Latinského císařství, Palaiologovců a Srbů. Na konci 13. století, na přelomu 13. a 14. století a od druhé čtvrtiny 14. století ji ovládali Srbové. Po staletích sporu mezi bulharskou, byzantskou a srbskou říší bylo území od poloviny 14. do počátku 20. století součástí Osmanské říše, kdy se po balkánských válkách v letech 1912 a 1913 území současné Severní Makedonie dostalo pod srbskou nadvládu; další části historické území Makedonie připadly Bulharsku a Srbsku. Během 1. světové války (1915–1918) zde vládlo Bulharské carství, ale po skončení války se vrátilo pod srbskou vládu jako součást nově vzniklého Království Srbů, Chorvatů a Slovinců. Během Druhé světové války (1941–1944) byla Makedonie opět ovládána Bulharskem a v roce 1945 bylo území vytvořené socialistické republiky včleněno do Socialistické federativní republiky Jugoslávie, kde zůstalo až do mírového odchodu v roce 1991.

### Starověká Peonie

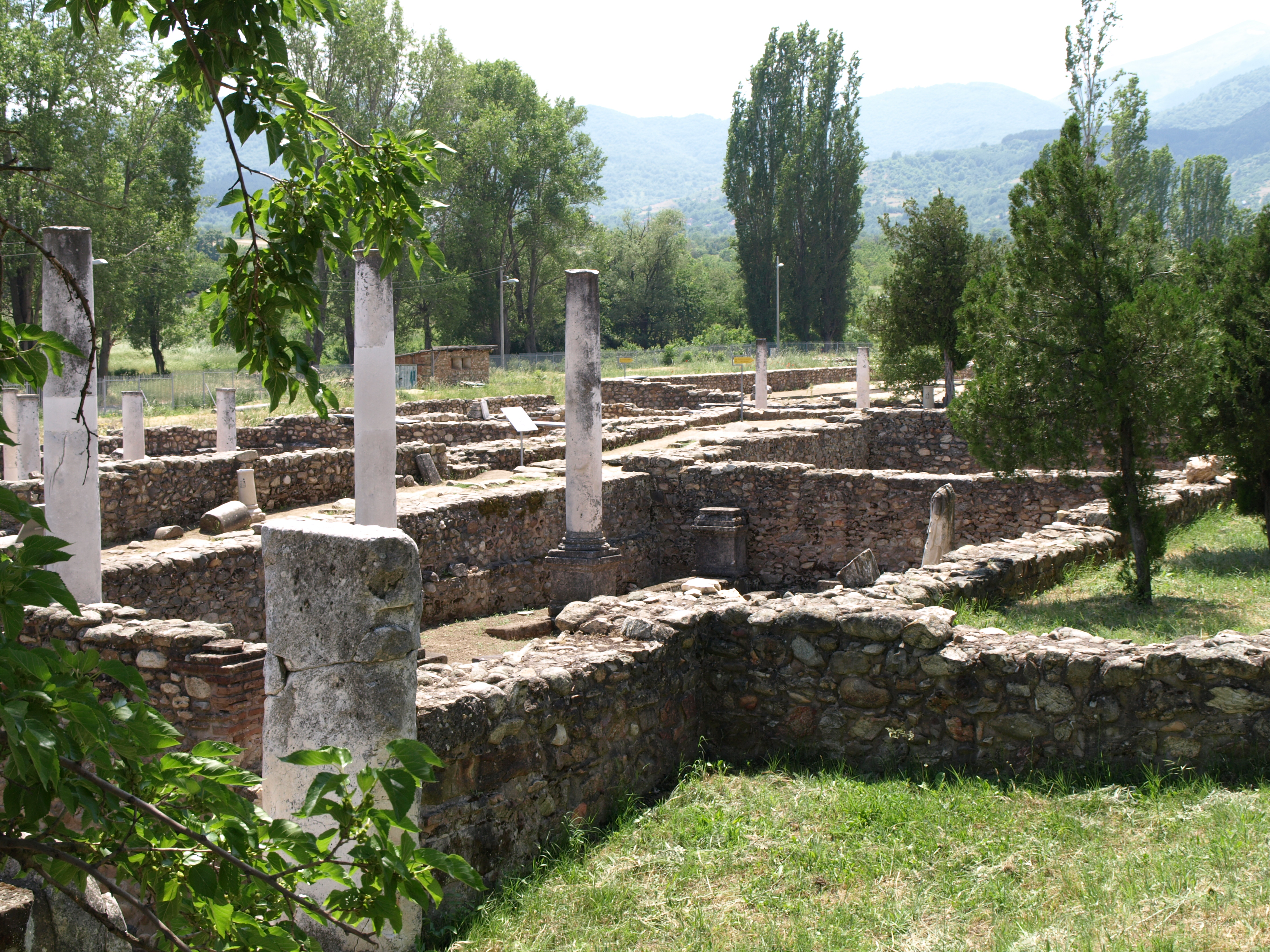
Ruiny města Heraclea Lyncestis, jež založil Filip II. Makedonský

Prvním státním útvarem na území dnešní Severní Makedonie bylo království Peonie. Etnické jádro tvořili dle všeho Thrákové, ale působili zde i Dardanové (na severozápadě) a některé ilyrské kmeny. Dardanové založili osadu Scupi, nedaleko dnešního Skopje. Na konci 6. století př. n. l. Peonii ovládli achaimenovští Peršané, po jejich vyhnání Řeky v roce 479 př. n. l. byla snad značná část Peonů deportována do Asie. Peonie ležela severně od starověkého Makedonského království. Jeho král Filip II. Makedonský v letech 355–354 př. n. l. využil smrti peonského krále Agise a Peonii anektoval, přesněji její jižní část. Pohlcené území začalo být nazýváno Makedonská Peonie. Filipův syn Alexandr Veliký dobyl takřka celý zbytek Peonie a začlenil ji plně do své říše. Památkou na tuto éru je například starověké město Heraclea Lyncestis (jih dnešní Bitoly). O tom, zda Alexandra Makedonského považovat za velikána dějin současného makedonského státu, se vedou poměrně vášnivé spory.

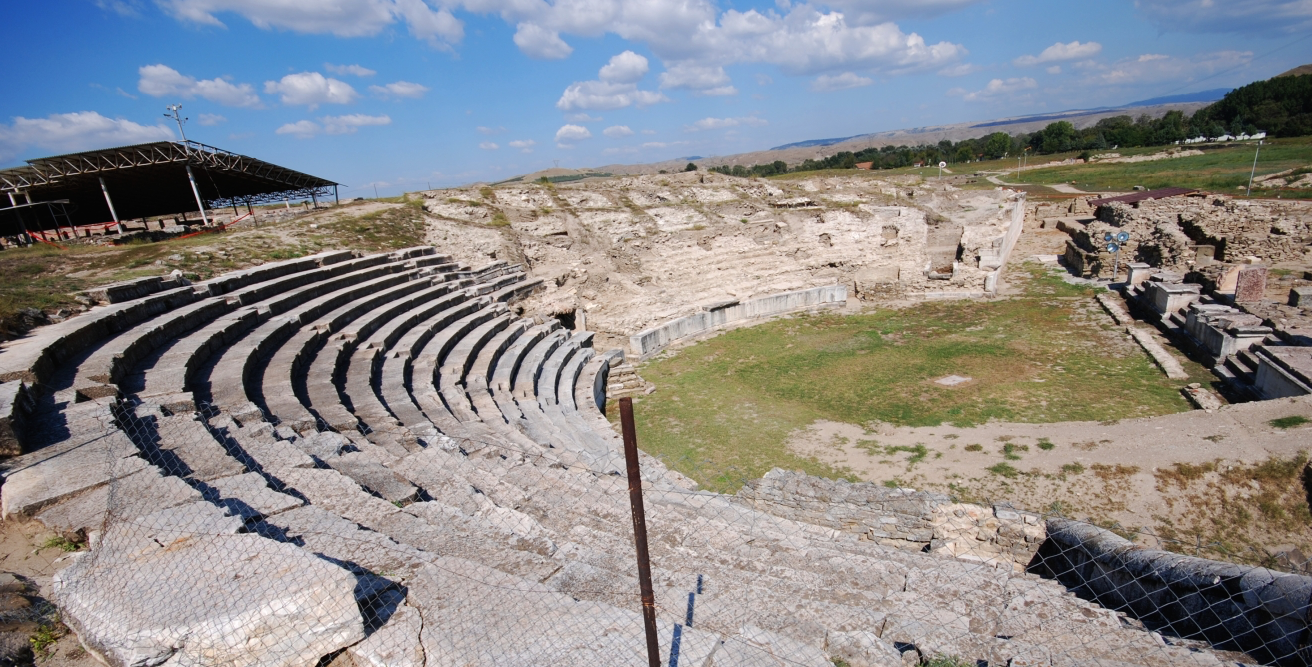
Římské divadlo ve Stobi

V roce 280 př. n. l. Peonii zpustošili Keltové, vedení Brennosem. Po této invazi začala v regionu narůstat politická a vojenská role Dardanů, kteří nakonec Peonii pohltili. Až Filip V. Makedonský ji znovu začlenil do Makedonie roku 217 př. n. l.
Římané celou Makedonii dobyli v roce 168 př. n. l. a roku 146 př. n. l. založili provincii Makedonie. Rozdělili ji na dvě části, ta severnější Macedonia Salutaris („zdravá Makedonie“, známá také jako Macedonia Secunda, „druhá Makedonie“) zahrnovala i celou bývalou Peonii a tedy dnešní území Severní Makedonie. Jejím hlavním městem bylo Stobi (jeho ruiny leží nedaleko dnešního Gradska). Ze Scupi se stala kolonie římských legionářů a zvláště za císaře Domitiana (81-96) centrum romanizace celé oblasti. Zničeno a opuštěno bylo město po zemětřesení v roce 518. Pro další kulturní vývoj území bylo důležité, že na rozdíl od jižnějších oblastí, v této části Makedonie řečtinu vytlačila latina (viz též Jirečkova linie). 

### Nadvláda Bulharů a Byzance

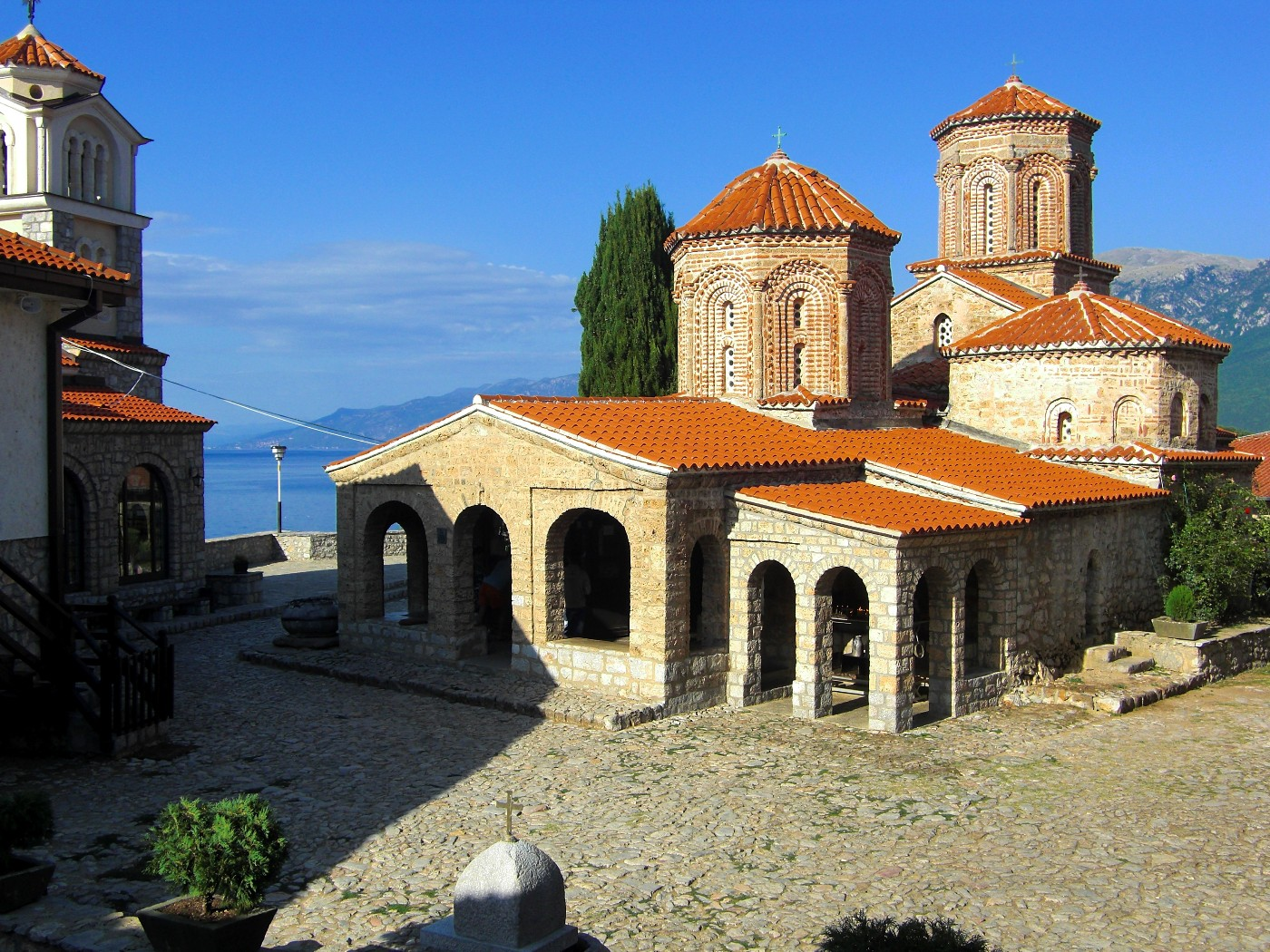
Klášter Sveti Naum na břehu Ochridského jezera založil svatý Naum, žák Cyrila a Metoděje, koncem 9. století

Území dnešní Severní Makedonie bylo v 6. a 7. století osídleno Slovany. Kontrolu nad nimi získali panovníci první bulharské říše, především za vlády chána Presjana (836–852). Slovanské kmeny v oblasti Makedonie konvertovaly ke křesťanství kolem 9. století za vlády Borise I. Ve městě Ochrid, které leží na území dnešní Severní Makedonie, vznikla a působila významná Ochridská literární škola, která se stala hlavním kulturním centrem říše. Založená byla v roce 886 Klimentem Ochridským (přišlým z Velké Moravy), na příkaz Borise I. Podílela se na šíření cyrilice po celém Balkánu. Makedonská literatura je díky ní nazývána nejstarší literaturou bývalé Jugoslávie. Kliment byl žákem Cyrila a Metoděje a návrat jejich dědictví do Makedonie byl symbolickým, neboť právě na základě nářečí makedonských Slovanů vypracovali věrozvěsti svůj umělý jazyk staroslověnštinu, již pak přinesli na Velkou Moravu a založili na ní první slovanské písemnictví.

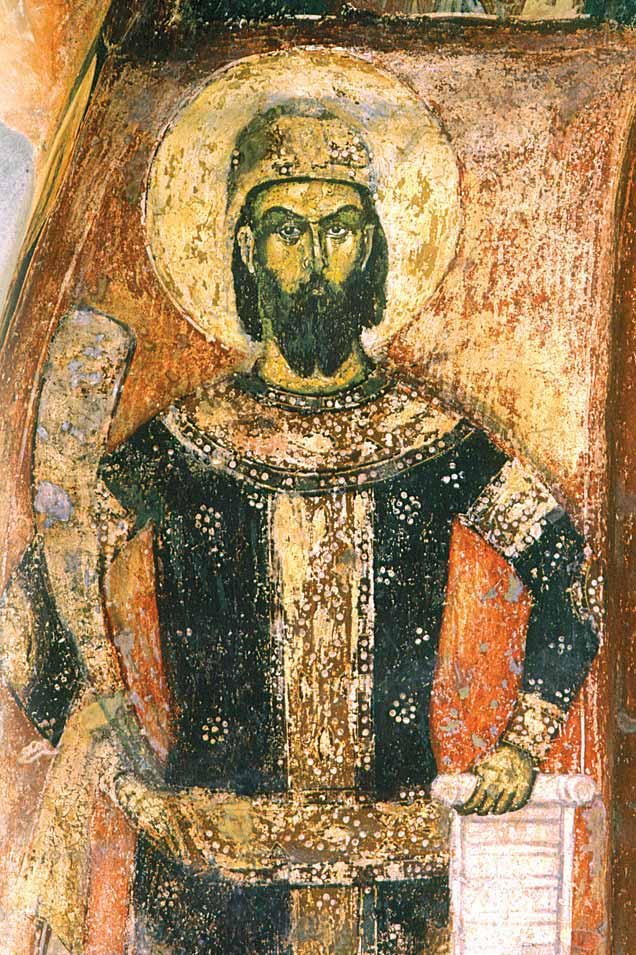
Marko Mrnjavčević

Když se Bulhaři dostali pod tlak Byzantinců, muselo být na makedonské území přesunuto celé jádro říše - hlavním městem se stalo Skopje a poté Ochrid. Bulharská říše však byzantskému tlaku nakonec neodolala a v roce 1014 ji byzantský císař Basileios II. ovládl. Dnešní Severní Makedonie byla zahrnuta do nové provincie zvané Thema Boulgarias. Na počátku 13. století znovu získala kontrolu nad regionem oživená bulharská říše. Sužována politickými obtížemi ale nevydržela a region se dostal znovu pod byzantskou nadvládu na počátku 14. století. Poté se Makedonie stala součástí Srbské říše. Za vlády cara Štěpána Dušana získala roli centra říše a Skopje se stalo hlavním městem.
Když se na konci 14. století Srbská říše rozpadla, jedním z nástupnických států se stalo Prilepské panství, jež se nacházelo zhruba v hranicích dnešní Makedonie. Mělo jen jediného vládce, a to krále Marka Mrnjavčeviće (syna Vukašina Mrnjavčeviće, který vedl sjednocené Balkánce v bitvě u řeky Marica) v letech 1371–1395. Marko se stal polomýtickým hrdinou mnoha pověstí a lidových písní. Sídlo státu bylo v Prilepu. I za krátkou dobu své existence si vytvořil silnou kulturní tradici, zejména ikonografické malby. Po bitvě u Roviny v roce 1395, v níž Marko padl, ale panství ovládli Osmani. Skopje padlo již roku 1392.

### Nadvláda Osmanů

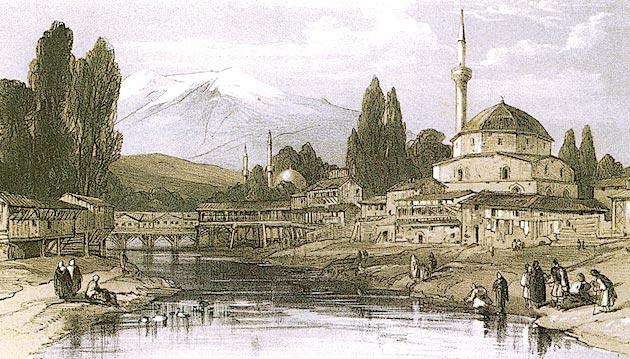
Pohled na Manastır (dnešní Bitola), Edward Lear, 19. stol.

Turecká vláda trvala až do 20. století. Během ní se snažili Turci obyvatelstvo islamizovat, což se jim podařilo jen zčásti (dodnes je v zemi 33 % muslimů). Trvale se změnil vzhled makedonských měst, neboť osmanské zákony zakazovaly, aby křesťanské budovy byly vyšší než ty islámské. Panoramatům měst jako Üsküp (Skopje) či Manastır (Bitola) tak začaly dominovat minarety. Makedonie se stala součástí ejáletu Rumélie (turecky Rumeli). Ten se postupně zmenšoval, takže se správní středisko nakonec přesunulo do dnešní makedonské Bitoly, tehdy nazývané Manastır. Od roku 1836 byla Bitola oficiálním hlavním městem ejáletu. Rumélie byla zrušena až roku 1867, pak se území rozpadlo na menší tzv. vilájety. 
Různé národy (Řekové, Srbové, Bulhaři a Albánci), které v zemi žily, postupně začaly organizovat protiosmanský odboj. Bohužel se často neshodovaly ve jménu kterého národa a jakého nového státního uspořádání tak činit, což je zdroj mnoha sporů a nedorozumění, jež trvají dodnes. Někteří aktivisté žádali přičlenění k nově vzniklému Bulharsku, ale tato snaha neuspěla, jelikož bylo příliš vzdálené. Přesto po berlínském kongresu z roku 1878 došlo k určitému otevření Makedonie Bulharsku – hlavně v oblasti obchodu – ačkoliv zůstávala stále pod osmanskou vládou.

Znak VMRO

Rozhodující odbojovou organizací se nakonec stala Vnitřní makedonská revoluční organizace (VMRO), jež vznikla roku 1893. V roce 1903 anarchistické křídlo VMRO provedlo sérii bombových útoků. Osmanské bezpečnostní síly reagovaly protiúderem, ve kterém byl zabit tehdejší předseda organizace, Goce Delčev. To vedlo v srpnu 1903 k vypuknutí ilindenského povstání, jehož výsledkem byl vznik tzv. Kruševské republiky (s Nikolou Karevem v čele), která ale brzy padla pod tlakem Osmanů. VMRO byla následně velmi oslabena a rozpadla se na několik frakcí, z nichž některé se uchýlily i k terorismu (jehož obětí se posléze stal mj. jugoslávský král Alexandr I.). O hodnocení VMRO a její činnosti se vede dodnes silný ideologický boj. Pro Srby, Turky a Řeky to byla vždy nepřátelská síla, hlásí se k ní Bulhaři a Makedonci. Neshodují se však v tom, jaký byl cíl organizace. Bulhaři zdůrazňují, že většina bojovníků VMRO se cítila být Bulhary. Makedonci zdůrazňují, že jasně deklarovaným cílem VMRO byl vznik nezávislého makedonského státu. Vůdci ilindenského povstání jsou proto v Severní Makedonii oslavováni jako národní hrdinové. Jména revolucionářů jako Goce Delčev, Pitu Guli, Dame Gruev či Jane Sandanski byla zahrnuta i do textu státní hymny. Hlavní státní svátek Severní Makedonie, Den republiky, se slaví 2. srpna, tedy v den vypuknutí ilindenského povstání. Proti tomu část bulharských politiků dodnes popírá, že by existoval samostatný makedonský národ oddělený od bulharského, či tvrdí, že jde o umělý a pozdní "jugoslávský konstrukt".

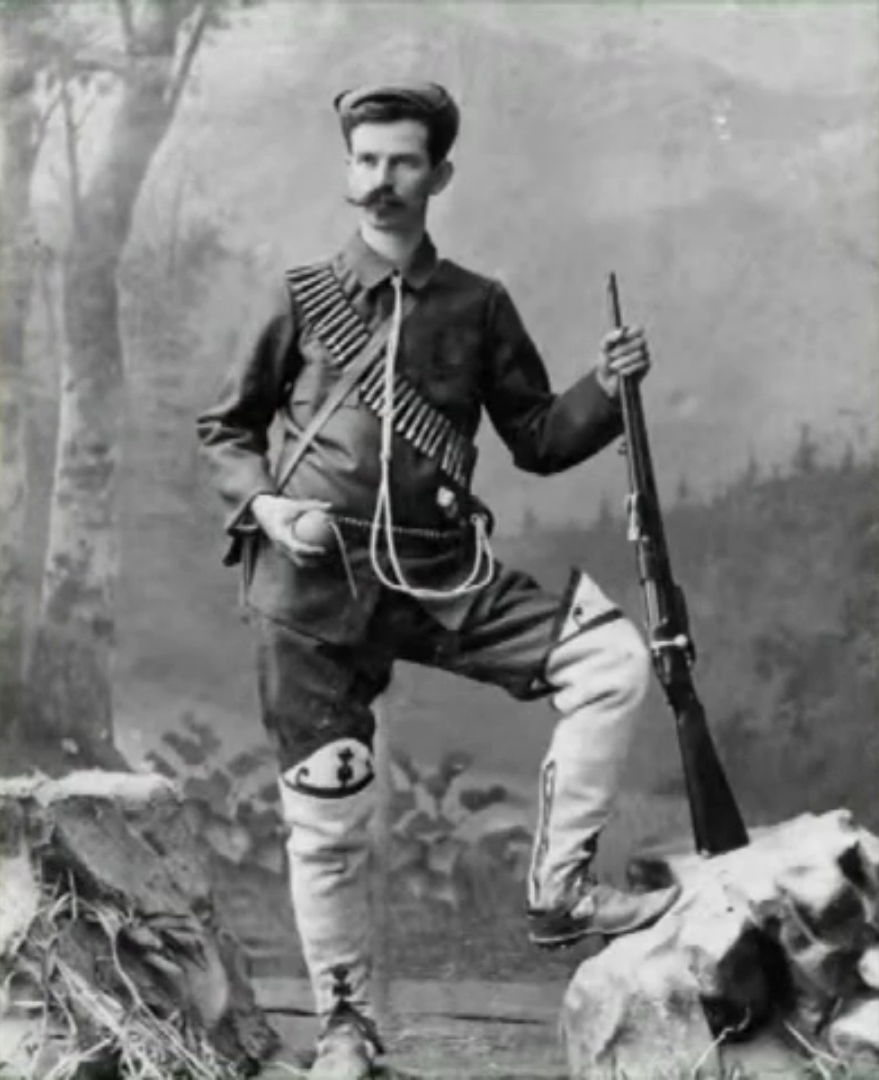
Petar Čaulev

Roku 1913 během balkánských válek byla celá historická Makedonie konečně zbavena turecké nadvlády a rozdělena mezi Bulharsko, Řecko, Srbsko a Albánii. Většinu území dnešní Severní Makedonie (tehdy obvykle nazývaného Vardarská Makedonie) ovládli Srbové. Zahájili násilnou kampaň za odstranění bulharštiny, ale i makedonských dialektů. VMRO spolu s místními albánskými skupinami v reakci zorganizovaly v září 1913 ochridsko-debarské povstání, pod vedením proalbánsky naladěného Petara Čauleva. Srbové k jeho potlačení nasadili 100 tisíc vojáků. Přes 25 000 Albánců poté uprchlo do Albánie a 30 000 pravoslavných do Bulharska.
Během první světové války byla většina dnešní Severní Makedonie okupována Bulharskem. To okamžitě zahájilo politiku bulharizace regionu a jeho obyvatelstva. Směl se používat výhradně bulharský jazyk, srbská cyrilice byla zakázána, srbští kněží byli zatčeni a deportováni, srbsky znějící jména musela být změněna na bulharská, srbské knihy odebrány ze škol i knihoven a veřejně ničeny. Dospělí nebulharští muži byli posláni do pracovních táborů nebo nuceni vstoupit do bulharské armády, zástupci srbské inteligence byli deportováni nebo popraveni.

### Období Jugoslávie
Bulharsko, jako součást tzv. ústředních mocností, však válku prohrálo a po jejím konci se tak makedonské území vrátilo pod kontrolu Bělehradu, přesněji stalo se součástí Království Srbů, Chorvatů a Slovinců (od roku 1929 zvaného Jugoslávie). Spirála represí se zase otočila a bulharizaci nahradila násilná srbizace, provázená i kolonizací, tedy programem osidlování srbskými přistěhovalci. VMRO odpověděla partyzánským bojem i zavražděním jugoslávského krále roku 1934. Atentát spáchal člen VMRO Vlado Černozemski v Marseille. VMRO žádala samostatnou Makedonii a tento plán začala podporovat i Kominterna, mezinárodní ústředí komunistického hnutí. Její rezoluce z roku 1934 je prvním mezinárodním dokumentem, který hovoří o makedonském národě a makedonském jazyce.
V rámci jugoslávského soustátí zprvu neměla Makedonie autonomii a byla součástí Srbska. Roku 1929 došlo v království k převratu, dosavadní členění respektující předchozí historické celky bylo nahrazeno systémem bánovin a území dnešní Severní Makedonie se stalo součástí Vardarské bánoviny. Za druhé světové války byla většina území dnešní Severní Makedonie anektována od dubna 1941 do 9. září 1944 Bulharskem, západní oblasti byly 29. června 1941 anektovány Itálií a začleněny do Albánie. Dne 8. září 1943 obsadila německá vojska oblasti předtím obsazené Itálií a 9. září 1944 také oblasti obsazené Bulharskem; obě části okupovala do 19. listopadu 1944. V období od září 1944 do 20. října 1944 bylo Kumanovo s okolím přičleněno k Albánii. 

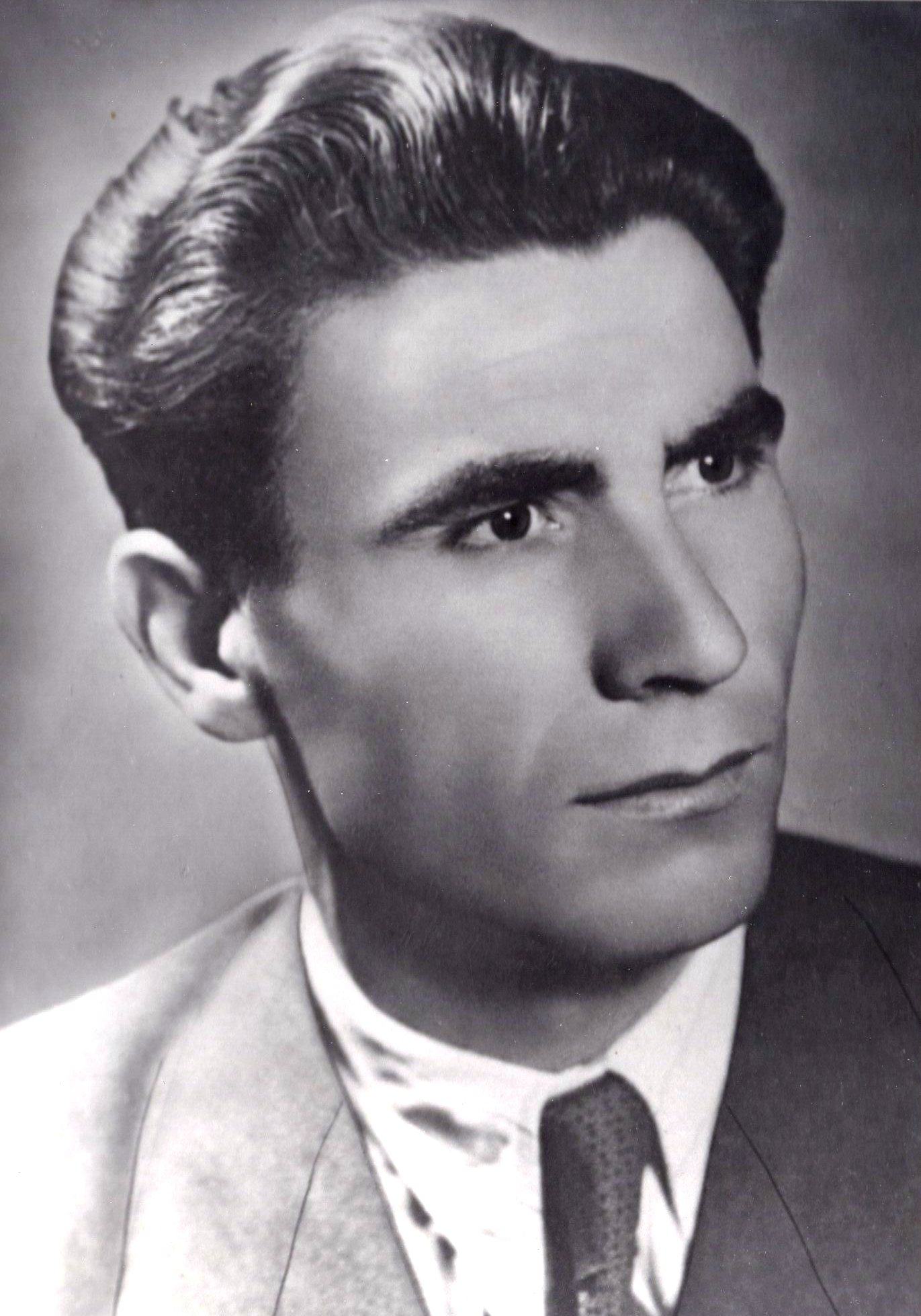
Lazar Koliševski

Bulhaři na okupovaných územích pod německým tlakem rozprášili židovskou komunitu, zejména tu největší z Bitoly. Její příslušníci byli bez jediné výjimky zavražděni ve vyhlazovacím táboře Treblinka. Podobné represe vedli k tomu, že levicově orientovaní Makedonci se počali přiklánět k Titovu projugoslávskému partyzánskému hnutí, ačkoli makedonští komunisté pod vedením Metody Šatorova zaujali probulharský postoj. Titova koncepce zvítězila a Makedonie zůstala po válce součástí jugoslávské federace. Postoj museli pod tlakem Stalina, který snil o velké balkánské federaci, změnit i bulharští komunisté. Nová komunistická vláda pod vedením Georgiho Dimitrova v roce 1946 poprvé uznala existenci samostatného makedonského národa a jazyka. Později ale využila roztržky Tito-Stalin a opět svůj postoj revidovala.
Makedonie získala v rámci socialistické Jugoslávie nezávislé postavení - 30. dubna 1945 byla vyhlášena Lidová republika Makedonie, jakožto šestá republika federace. 7. července 1963 byla přejmenovaná na Socialistickou republiku Makedonii. Klíčovými Titovými muži v Makedonii byli Metodija Andonov-Čento a Lazar Koliševski. Zejména Koliševski silně podporoval formování nezávislé makedonské identity a jazyka. Nechal vypracovat i reformu abecedy, jíž se makedonština vzdálila bulharštině. Reforma vycházela z idejí Krste Misirkova, který jako první, již roku 1903, definoval Makedonce jako nezávislý národ. Po Titově smrti v roce 1980 Koliševski krátce zastával i funkci prezidenta Jugoslávie.

### Republika Makedonie

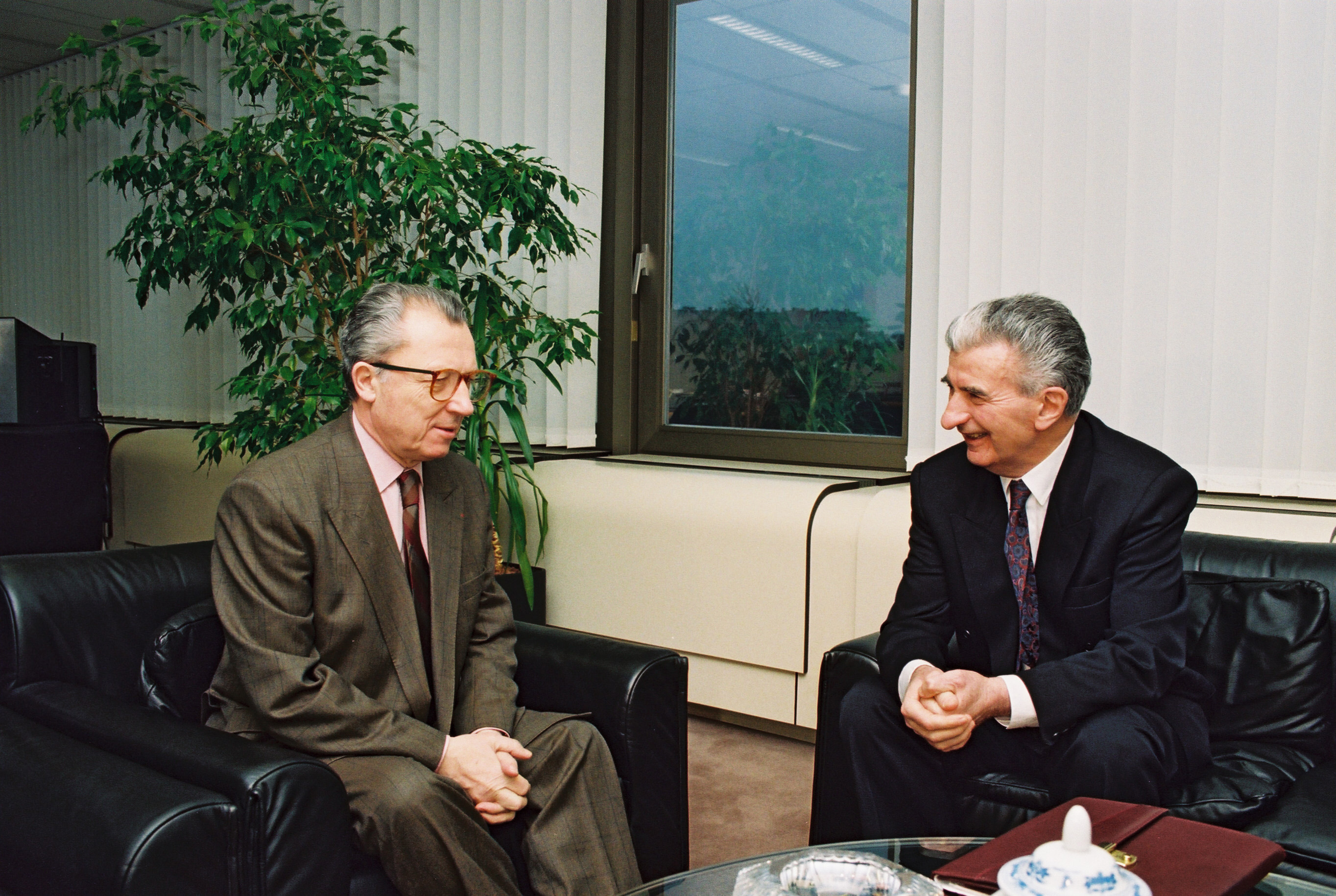
Kiro Gligorov (vpravo) a předseda EK Jacques Delors v roce 1993

Na jaře 1990 byl v zemi zaveden politický pluralismus. Z prvních svobodných prezidentských voleb vyšel jako vítěz zkušený politik Kiro Gligorov, jenž vládl od ledna 1991 do roku 1999. V souvislosti s rozpadem Jugoslávie vyhlásila Socialistická republika Makedonie 25. ledna 1991 svrchovanost v rámci SFRJ a 7. června 1991 změnila název na Republika Makedonie. 8. září 1991 proběhlo referendum, v němž se 96,4% hlasujících vyslovilo pro odtržení od Jugoslávie. Nezávislost Makedonie byla prohlášena 15. září 1991. Jako první nový stát uznalo Bulharsko.

Makedonie získala nezávislost bez války, jako jediná z jugoslávských zemí. Po vyhlášení nezávislé Makedonie ale zpochybnilo legitimitu nového státu Řecko. Mezinárodně byl proto tento stát uznán teprve v roce 1993, kdy Řecko souhlasilo s kompromisním názvem nového makedonského státu "Bývalá jugoslávská republika Makedonie" (makedonsky Poranešna Jugoslovenska Republika Makedonija, anglicky Former Yugoslav Republic of Macedonia), pod nímž byla v dubnu 1993 přijata do OSN. Makedonská vláda tento název však nikdy nepoužívala. Dočasný název používalo mezinárodní společenství i po urovnání makedonsko–řeckých vztahů v roce 1995.

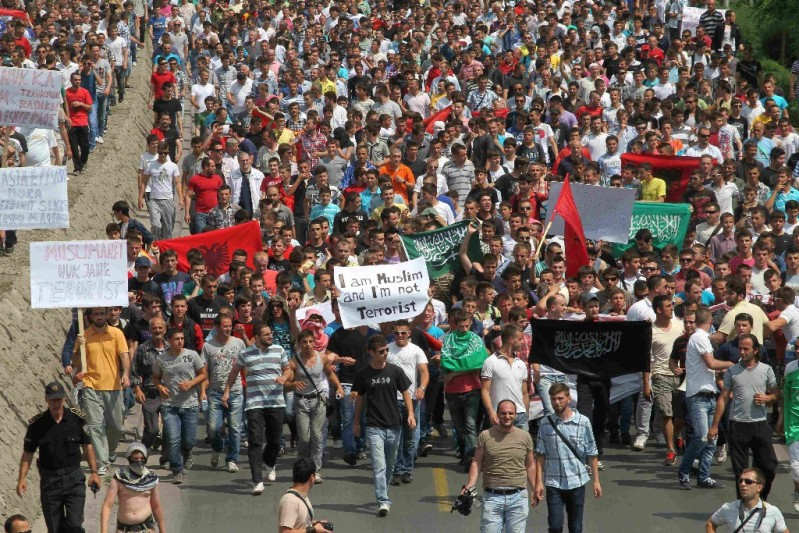
Protesty Albánců během etnických nepokojů v roce 2012

Makedonie se dokázala držet stranou všech konfliktů na území bývalé Jugoslávie, teprve v roce 1999 během konfliktu v sousedním Kosovu se dostala do problémů, když se stala dočasným útočištěm pro uprchlíky z Kosova. Do země přišlo 360 000 etnických Albánců, poté makedonská vláda uzavřela hranice. Tato situace vyvolala odstředivé tendence mezi albánskou menšinou v Makedonii, podporované navíc sousední Albánií. V letech 2000–2001 v zemi proběhl intenzivní ozbrojený střet mezi makedonskou vládou a albánskými povstalci z Národní osvobozenecké armády, který se dostal až na hranu občanské války. Po zprostředkování NATO a Evropskou unií se spor podařilo zmírnit. Podle podmínek Ochridské mírové smlouvy makedonská vláda přisoudila albánské menšině větší politická a kulturní práva. Albánci se zavázali, že upustí od separatistických požadavků a plně uznají všechny makedonské instituce. Situace však zůstala napjatá. V roce 2012 v Makedonii znovu vypukly etnické nepokoje mezi Albánci a Makedonci a k dalšímu konfliktu došlo v květnu 2015.

### Severní Makedonie

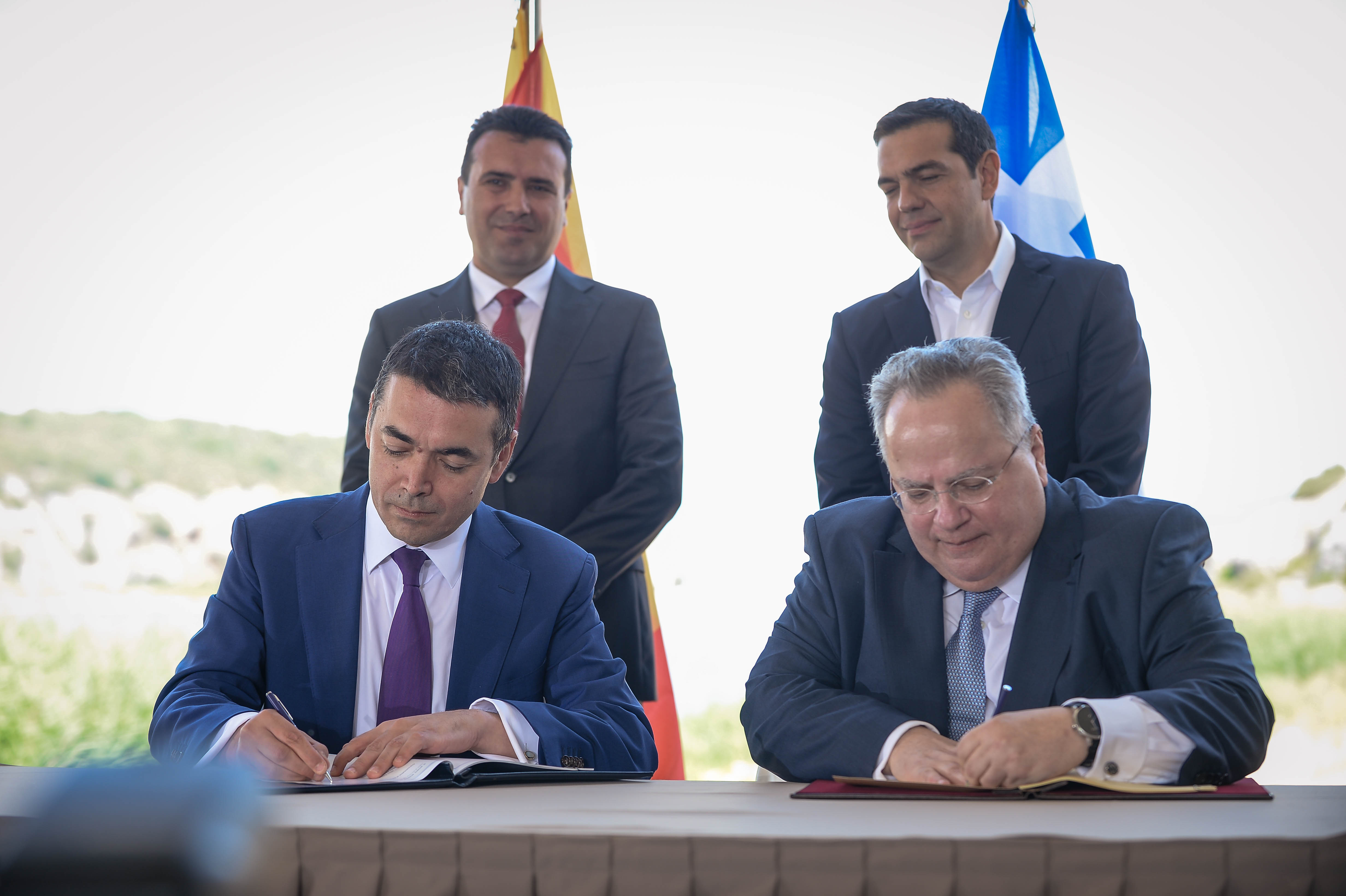
Podpis Prespanské dohody

V červnu 2018 podepsaly Řecko a Makedonie dohodu o novém názvu makedonského státu, zvanou Prespanská dohoda. Dohoda si kladla za cíl ukončit spor o název Makedonie a normalizovat makedonsko–řecké vztahy. Dne 11. ledna 2019 schválil změnu názvu země makedonský parlament a 25. ledna 2019 tak učinil i parlament řecký. Oficiální přejmenování na "Severní Makedonii" proběhlo v únoru 2019, od té doby se tento název používá také na mezinárodních fórech. Nedlouho po schválení dohody oběma parlamenty byly podepsány ratifikační dohody o vstupu Severní Makedonie do NATO a v březnu 2020 se země stala řádným členem aliance.
Již v roce 2004 Makedonie podala přihlášku i do Evropské unie. Proces přijetí zablokovalo Bulharsko, frustrované tím, že nezávislá makedonská národní identita po odchodu Makedonců z Jugoslávie neoslabila, spíše naopak. Situaci se podařilo odblokovat až roku 2022, kdy Severní Makedonie zahájila přístupové rozhovory s EU.

## Státní symboly

### Vlajka
Severomakedonská vlajka je tvořena červeným listem o poměru stran 1:2 se žlutým sluncem, které má osově souměrné paprsky dotýkající se okrajů vlajky. Jedná se o grafické znázornění severomakedonské hymny.

### Znak
Severomakedonský znak je emblém socialistického (sovětského) typu, zobrazující modré makedonské hory tyčící se nad vlnitou řekou. Hory zakrývající zlaté vycházející slunce s osmi paprsky na modré obloze. Kolem dokola je věnec obilných klasů s listy tabáku a makovicemi, který je dole převázán stuhou s národními motivy.

### Hymna
Severomakedonská hymna je píseň
Denes nad Makedonija (Денес Над Македонија, česky Dnes nad Makedonií). Hudbu složil Todor Skalovski. Slova napsal spisovatel Vlado Maleski.

## Geografie

Geografická mapa

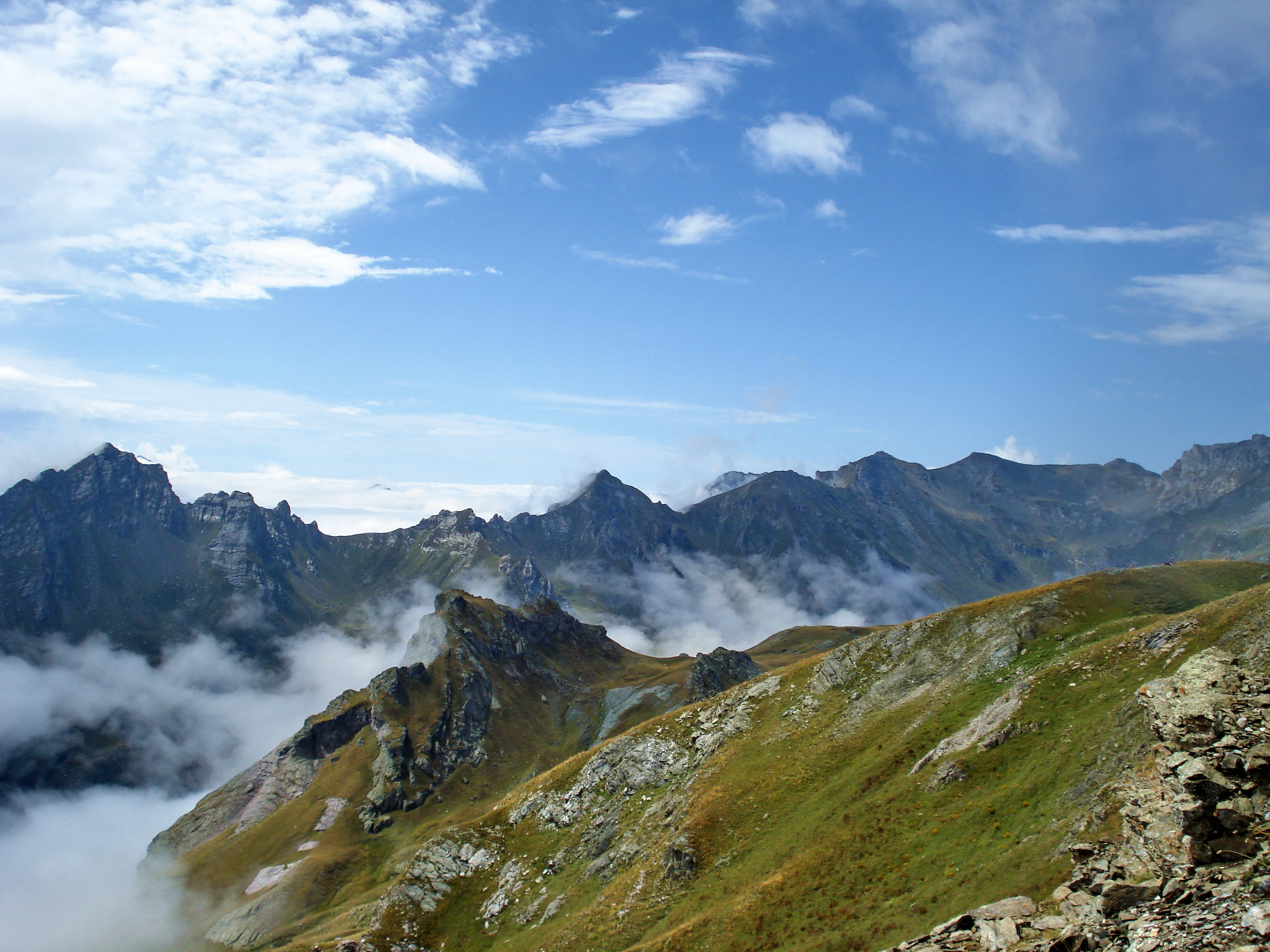
Velký Korab, nejvyšší hora v Severní Makedonii

Severní Makedonie zaujímá celkovou plochu 25 713 km2. Leží mezi severními zeměpisnými šířkami 40 ° a 43 ° a převážně mezi východními zeměpisnými délkami 20 ° a 23 ° (malá oblast leží východně od 23 °) na a Balkánském poloostrově v jihovýchodní Evropě. Severní Makedonie má celkovou délku hranice asi 748 km, sdílí ji se Srbskem (62 km) na severu, s Kosovem (159 km) na severozápadě, s Bulharskem (148 km) na východě, se Řeckem (228 km) na jihu a Albánií (151 km) na západě. Je tranzitní zemí při přepravě zboží z Řecka přes Balkán směrem do východní, západní a střední Evropy a přes Bulharsko na východ. Je součástí větší oblasti Makedonie, do níž patří také oblast řecké Makedonie a Blagoevgradská provincie v jihozápadním Bulharsku.
Severní Makedonie je vnitrozemský stát, který je geograficky jasně vymezen centrálním údolím tvořeným řekou Vardar a okrajem podél hranic tvořeným horskými pásmy. Terén je většinou rozeklaný, nachází se mezi Šarskými horami a pohořím Osogovo, které rámují údolí řeky Vardar.
Tři velká jezera – Ochridské jezero, Prespanské jezero a Dojranské jezero – leží na jižní hranici, kde se potkává hranice s Albánií a Řeckem. Ochridské jezero je považováno za jedno z nejstarších jezer a biotopů na světě. Z celkové vodní plochy tohoto jezera – 348 km2 – patří zhruba dvě třetiny Severní Makedonii, jedna třetina Albánii.
Oblast Severní Makedonie je seismicky aktivní a v minulosti byla místem ničivých zemětřesení; naposledy v roce 1963, kdy bylo hlavní město Skopje těžce poškozeno zemětřesením, které zabilo přes 1000 lidí.
V Severní Makedonii se nachází malebná pohoří. Ta patří ke dvěma různým horským pásmům. První je planina Šar, která pokračuje do západní vardar-pelagonské skupiny hor (pohoří Baba, Nidže, Kozuf a Jakupica), pásmo je také známo jako Dinárské hory. Druhou oblastí je horský řetězec Osogovo–Belasica, známý také jako Rodopy. Hory patřící do Šar planiny a západního Vardaru/Pelagonie jsou mladší a vyšší než starší horské skupiny Osogovo–Belasica. Velký Korab Nejvyšší horou Severní Makedonie je Velký Korab (2 764 m n. m.) v Šarských horách, na albánské hranici

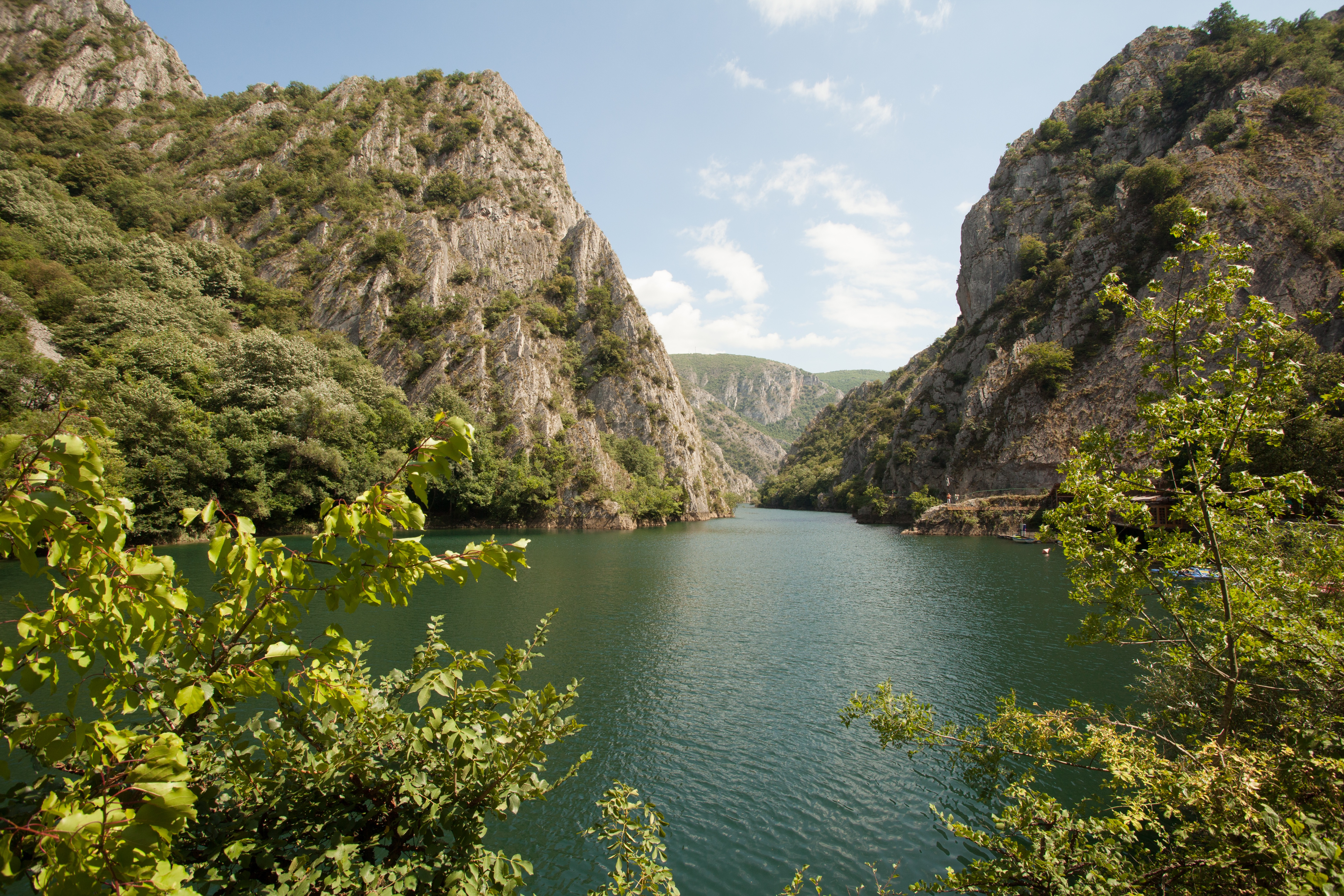
Kaňon Matka

V Severní Makedonii je 1100 velkých zdrojů vody. Řeky přináleží ke třem úmořím: Egejského moře, Jadranu a Černého moře.
Egejské úmoří je největší. Zahrnuje 87 % území Severní Makedonie, což je 22 075 km2. Vardar, největší řeka v tomto povodí, odvodňuje 80 % území neboli 20 459 km2. Toto údolí hraje důležitou roli v ekonomice a komunikačním systému země.
Řeka Černý Drin patří do úmoří Jadranu, které se rozkládá na ploše kolem 3320 km2, tj. asi na 13 % území. Je napájeno vodou z Prespanského a Ochridského jezera.
Úmoří Černého moře je nejmenší, zaujímá plochu 37 km2. Patří do něj severní strana pohoří Skopská Crna Gora. Je zdrojnicí řeky Binačka Morava, která spoluvytváří řeky Jižní Moravu a Velká Morava, která se vlévá do Dunaje, který teče do Černého moře.
Severní Makedonie má kolem padesáti vodních nádrží a tři velká přírodní jezera, Ochridské jezero, Prespanské jezero a Dojranské jezero.
V Severní Makedonii je devět lázeňských měst a středisek: Banište, Banja Bansko, Istibanja, Katlánovo, Kežovica, Kosovrasti, Banja Kočani, Kumanovski Banji a Negorci.

### Podnebí

Köppenova-Geigerova klasifikace klimatu pro Severní Makedonii

Klima v Severní Makedonii tvoří přechod od středomořského po kontinentální. Léta jsou horká a suchá, zimy mírně chladné. Průměrné roční srážky se pohybují od 500 mm ve východní oblasti po 1700 mm v horách na západě. Země patří do třech hlavních klimatických oblasti: mírné středomořské, horské a mírně kontinentální. Podél údolí řek Vardar a Strumica v oblastech Gevgelija, Valandovo, Dojran, Strumica a Radoviš je klima mírné středomořské. Nejteplejšími regiony jsou Demir Kapija a Gevgelija, kde teplota v červenci a srpnu často přesahuje 40 °C. Horské podnebí v horských oblastech země se vyznačuje dlouhými zimami se sněhem a krátkými a studenými léty. Jaro je chladnější než podzim. Většina Severní Makedonie má mírné kontinentální podnebí s teplými a suchými léty a relativně chladnými a vlhkými zimami. V zemi je třicet hlavních a řádných meteorologických stanic.

### Biodiverzita
Flora Severní Makedonie je zastoupena přibližně 210 čeleděmi, 920 rody a kolem 3700 druhy rostlin. (Krytosemenné zahrnují přibližně 3200 druhů, mechy 350 druhů a kapraďorosty 42 druhů).
Fytogeograficky Severní Makedonie patří do ilýrské provincie Cirkumboreální oblasti v rámci boreální říše. Podle Světového fondu na ochranu přírody (WWF) a Digitální mapy evropských ekologických oblastí Evropské agentury pro životní prostředí lze území země rozdělit na čtyři ekoregiony: smíšené lesy pohoří Pindos, balkánské smíšené lesy, smíšené lesy Rodop a egejských sklerofilních a smíšených lesů.

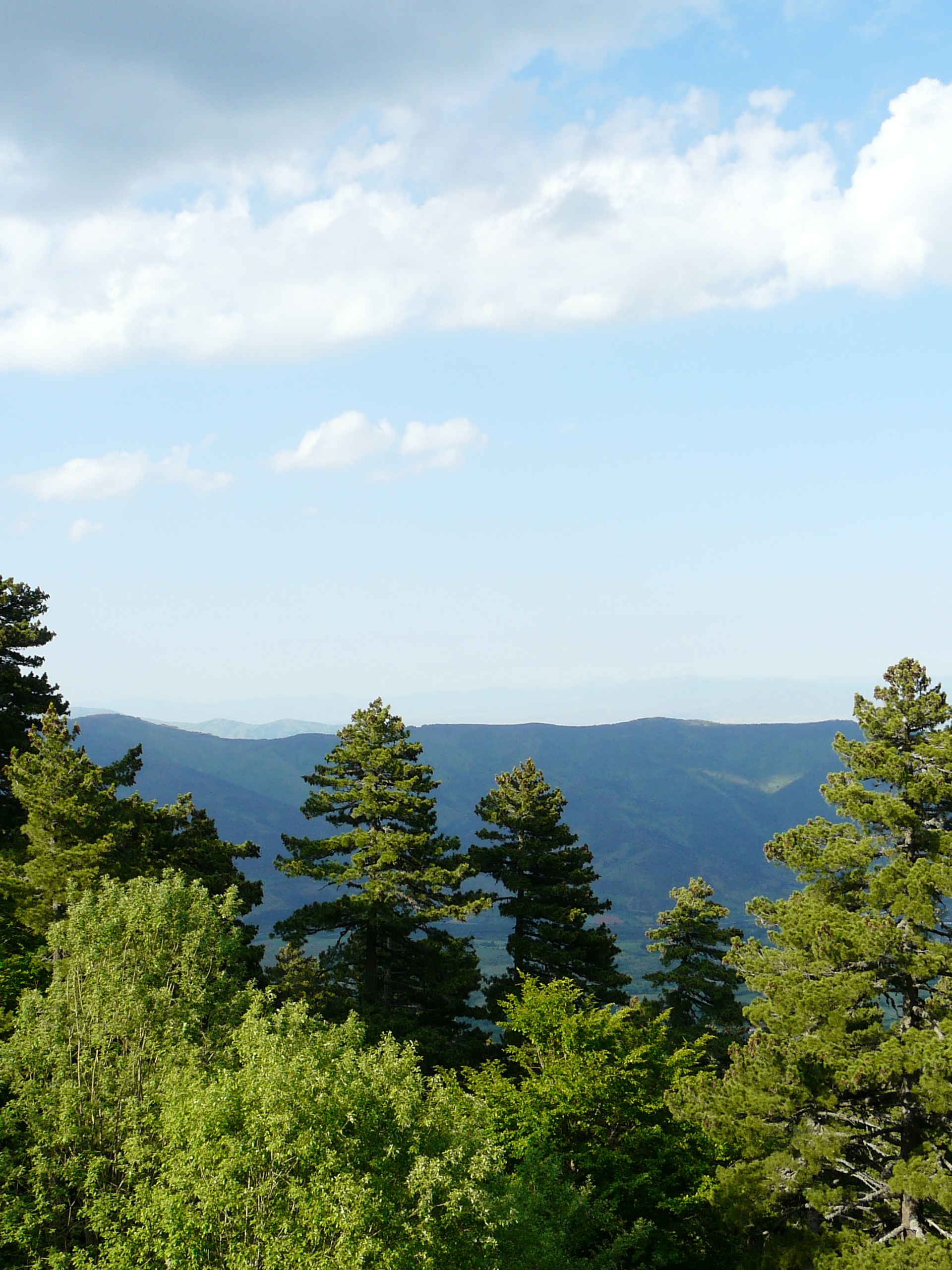
borovice rumelská, makedonská borovice, která se dá najít v Severní Makedonii

Národní park Pelister u Bitoly je známý přítomností endemické borovice rumelské, stejně jako hostí asi 88 druhů rostlin, které představují téměř 30 % makedonské dendroflory. Makedonské borové lesy v pohoří Pelister patří ke dvěma svazům: borovicové lesy s kapradinami a borovicovými lesy s jalovci. Borovice rumelská, jako specifický jehličnatý druh, je reliktem terciární flóry, a pětijehličková borovice rumelská byla poprvé zaznamenána na Pelisteru v roce 1893.
Do omezeného výskytu stromů v Severní Makedonii patří také makedonské duby, javor klen, plátové vrby, bílé vrby, olše, topoly, jilmy a jasany. V blízkosti bohatých pastvin na Šar Planině, dále v pohoří Bistra a v Mavrovu, roste další charakteristická rostlina – mák. Kvalita husté makové šťávy se měří celosvětově morfinovými jednotkami; zatímco čínské opium obsahuje osm takových jednotek a je považováno za vysoce kvalitní, indické opium obsahuje sedm jednotek a turecké opium pouze šest, makedonské opium obsahuje celkem 14 morfinových jednotek a je jedním z nejkvalitnějších opií na světě.
 Fauna makedonských lesů je bohatá a zahrnuje medvědy, divočáky, vlky, lišky, veverky, kamzíky a jeleny. Rysa lze velmi vzácně najít v horách západní části Severní Makedonie, zatímco jelen žije v okolí města Demir Kapija. Mezi lesní ptáky patří pěnice, tetřev, tetřívek obecný, orel královský a lesní sova.
Tři přírodní vodní plochy v Severní Makedonii představují samostatnou oblast fauny, což naznačuje dlouhotrvající územní a časovou izolaci. Fauna Ochridského jezera je reliktem z dřívější doby a jezero je všeobecně známo svým pstruhem letnica, síhem sleďovitým, hřebenatkami, ploticemi, ostroretkami, stejně jako některými druhy slimáků rodu staršího 30 milionů let; podobné druhy lze nalézt pouze v Bajkalském jezeře. Ochridské jezero je také uvedeno v zoologických textech jako místo výskytu úhoře říčního a jeho složitého reprodukční cyklu: připlouvá do Ochridského jezera ze vzdáleného Sargasového moře, tisíce kilometrů vzdáleného, a skrývá se v hlubinách jezera po desítky let. Když je sexuálně zralý, úhoř je na podzim poháněn nevysvětlitelnými instinkty, aby se vrátil zpět k místu narození. Tam se rozmnožuje a umírá a nechává své potomky hledat Ochridské jezero, aby znovu zahájili cyklus.
Pastýřský pes ze Šar Planiny, šarplaninec (jugoslávský ovčák), je známý po celém světě. Je vysoký asi 60 cm a je to statečný a zuřivý bojovník, který může být vyzván k boji s medvědy nebo lupiči při ochraně a obraně stád. Šarplaninec pochází z pastýřského psa starověké řecké oblasti Epirus, molosse, ale v roce 1939 byl uznán jako vlastní plemeno pod jménem Illyrian shepherd a od roku 1956 je znám jako šarplaninec.

#### Národní parky
Země má čtyři národní parky:
| Jméno       | Založen | Rozloha | Mapa                                  | Obrázek |
| ----------- | ------- | ------- | ------------------------------------- | ------- |
| Mavrovo     | 1948    | 731 km2 | Severní Makedonie (Severní Makedonie) |         |
| Galičica    | 1958    | 227 km2 | Severní Makedonie (Severní Makedonie) |         |
| Pelister    | 1948    | 125 km2 | Severní Makedonie (Severní Makedonie) |         |
| Šar planina | 2021    | 627 km2 | Severní Makedonie (Severní Makedonie) |         |

## Politika

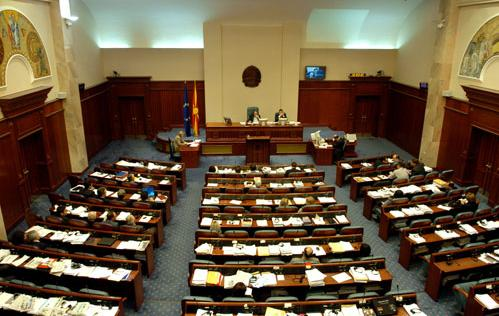
Makedonský parlament ve Skopje

Republika Severní Makedonie je dnes pluralitní parlamentní demokracií.
Politický systém Republiky Severní Makedonie je určen ústavou přijatou po vyhlášení nezávislosti v roce 1991. V čele republiky je prezident. Prezident Severní Makedonie je volený ve všeobecných a přímých volbách na 5 let. Může být jen jednou znovuzvolen. Podle severomakedonské ústavy je prezident hlavou státu, jeho funkce je však spíše ceremoniální (má nižší pravomoci než premiér). Prezident je vrchním velitelem ozbrojených sil a Státní bezpečnostní rady. Jmenuje guvernéra ústřední banky. Jmenuje z většinové strany pověřence pro sestavení vlády, která je pak volena parlamentem (Sobranje).
Výkonnou a rovněž zákonodárnou moc má vláda, v jejímž čele stojí premiér.
Nejvyšším orgánem zákonodárné moci je Sobranje – jednokomorový parlament, který má 120 poslaneckých mandátů volených proporční volbou na 4 roky.
V roce 1992 byla ústava novelizována a byl do ní zařazen článek, že Republika Makedonie nemá žádné územní nároky vůči sousedním státům. Velká pozornost je také věnována postavení národnostních menšin, Severní Makedonie garantuje ochranu etnické, kulturní, jazykové a náboženské totožnosti lidí. Po národnostním konfliktu do ní byla implementována Ohridská rámcová dohoda, podepsaná 13. srpna 2001 v Ohridu. Podle ní byla upravena makedonská ústava, bylo zajištěno používání makedonštiny i albánštiny v parlamentu, v soudnictví, při vydávání dvojjazyčných cestovních dokladů. Bylo zajištěno proporcionální zastoupení menšin ve státní správě, samosprávě i ozbrojených silách, a používání jazyka národnostních menšin a symbolů menšin.

Administrativní dělení

### Administrativní členění
Severní Makedonie nemá okresy či kraje; pouze pro statistické potřeby se Severní Makedonie dělí na 8 statistických regionů. Administrativními jednotkami prvního řádu jsou opštiny. Po reorganizaci v roce 2004 a dalších úpravách v roce 2013 je jich celkem 80, z nichž 10 je součástí tzv. Velkého Skopje, samosprávné jednotky hlavního města. Tyto opštiny vznikly slučováním a úpravou hranic 123 opštin zřízených roku 1996. Ještě dříve existovalo v Severní Makedonii 34 správních celků různých stupňů.
Proces decentralizace státní správy započatý roku 2004 spojený s fiskální decentralizací ve prospěch opštin byl jednou z rozhodujících částí implementace Ohridské rámcové dohody z roku 2001. V listopadu 2004 se konalo neúspěšné referendum o zastavení procesu decentralizace. Albánská menšina touto reformou tudíž získala větší podíl na výkonu politické moci.
Nejlidnatější opštinou je Kumanovo se 105 484 obyvateli, nejmenší pak Vraneštica, kde žije 1 322 osob.

### Zahraniční vztahy
Od března 2020 je země členem Severoatlantické aliance, vláda se snaží o integraci země do Evropské unie. Republika Makedonie se od svého vzniku potýkala s nesouhlasem Řecka vůči oficiálnímu názvu a symbolům nezávislého státu, které Řecko považuje za zcizené historické (a dnes zčásti řecké), Makedonii. V rámci procesu narovnání vztahu mezi Řeckem a Makedonií a procesu přejmenování země na nový název, v únoru 2019 představitelé všech členských zemí NATO podepsali přístupový protokol pro Severní Makedonii, země získala status pozorovatele, v jednotlivých členských zemích probíhal proces její ratifikace, jako poslední schválilo protokol o přistoupení v březnu 2020 Španělsko a země se stala 27. března 2020 řádným členem Severoatlantické aliance.

## Ekonomika

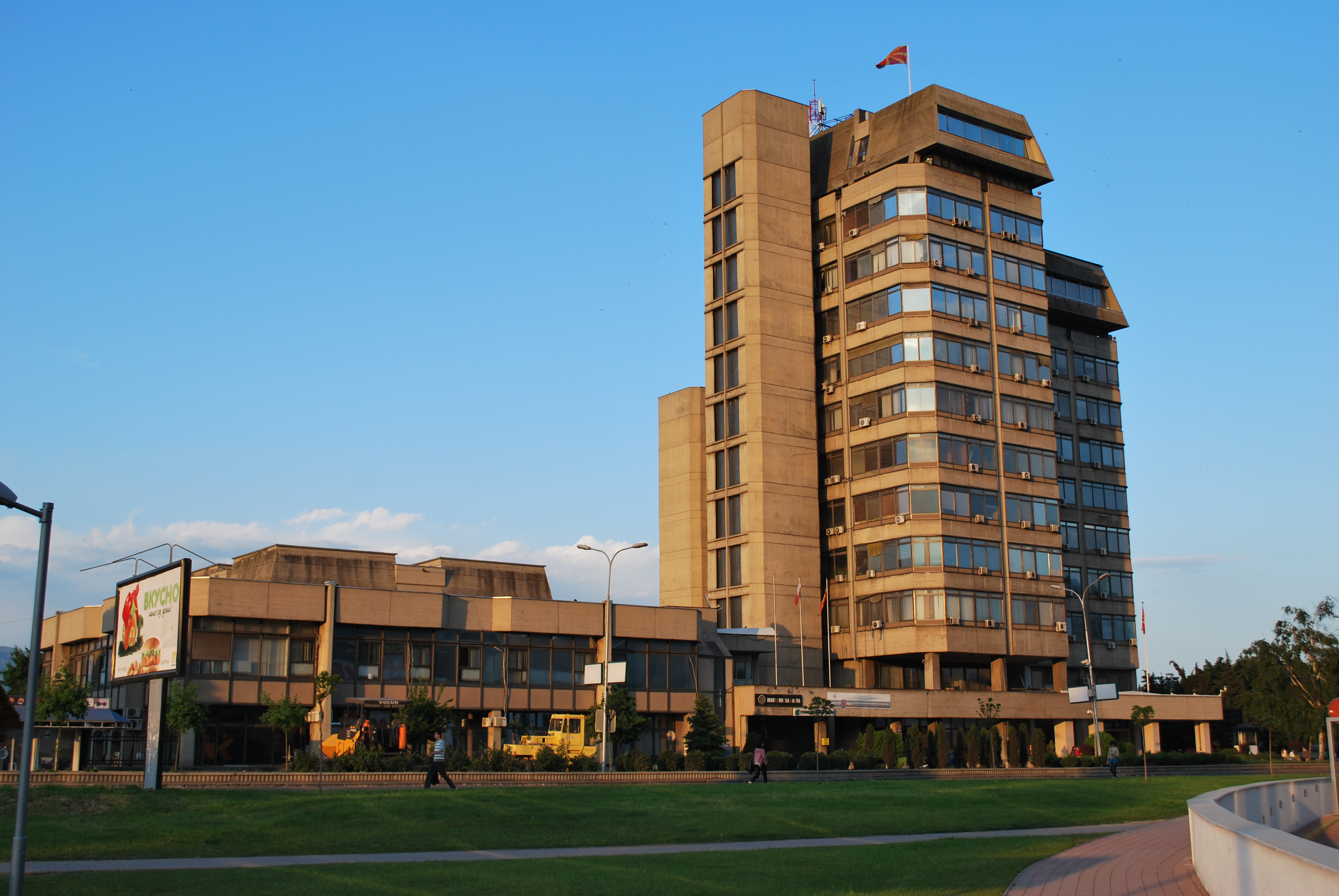
Sídlo makedonské centrální banky ve Skopje

Ekonomika Severní Makedonie patří k deseti nejslabším evropským ekonomikám – hodnotou HDP na obyvatele v PPP 8400 USD (2007) patří mezi evropskými státy až na 38. místo. Světová banka ji řadí do skupiny Lower-middle-income economies (podprůměrně příjmové ekonomiky). Má status kandidátské země Evropské unie.

### Doprava
Dopravní infrastruktura není příliš rozvinutá, což je dáno mj. hornatým povrchem; je však kvalitnější než v sousední Albánii. Nejdůležitější tranzitní trasou, ve které vede dálnice a hlavní železnice, je směr Bělehrad – Skopje – Soluň. Dálniční poplatky se hradí v hotovosti na mýtných stanicích (cca 1 mýtná stanice na každých 10 km dálnice). Celková délka silniční sítě je 10 600 km.
V zemi je několik letišť, z nichž zdaleka nejrušnější je Letiště Skopje u Skopje, menší letiště funguje např. v Ohridu. Splavné řeky v Severní Makedonii nejsou.
Železniční síť o délce 920 km sestává z hlavní trati vedoucí ze Srbska přes Skopje a napříč Severní Makedonií do Řecka, po níž jezdí několik mezinárodních rychlíků, a z nepříliš frekventovaných odboček (Skopje – Priština (Kosovo), Skopje – Tetovo – Kičevo, Veles – Bitola, Veles – Kočani). Spojení s Albánií chybí, je však připravována stavba trati na hranici s Bulharskem.

## Obyvatelstvo
| Etnické skupiny v Severní Makedonii v roce 2021                                       | Etnické skupiny v Severní Makedonii v roce 2021 | Etnické skupiny v Severní Makedonii v roce 2021 | Etnické skupiny v Severní Makedonii v roce 2021 | Etnické skupiny v Severní Makedonii v roce 2021 |
| ------------------------------------------------------------------------------------- | ----------------------------------------------- | ----------------------------------------------- | ----------------------------------------------- | ----------------------------------------------- |
|                                                                                       |                                                 |                                                 |                                                 |                                                 |
| Makedonci                                                                             | Makedonci                                       |                                                 | 58,4 %                                          | 58,4 %                                          |
| Albánci                                                                               | Albánci                                         |                                                 | 24,3 %                                          | 24,3 %                                          |
| Turci                                                                                 | Turci                                           |                                                 | 3,86 %                                          | 3,86 %                                          |
| Romové                                                                                | Romové                                          |                                                 | 2,52 %                                          | 2,52 %                                          |
| Srbové                                                                                | Srbové                                          |                                                 | 1,29 %                                          | 1,29 %                                          |
| Bosňáci                                                                               | Bosňáci                                         |                                                 | 0,87 %                                          | 0,87 %                                          |
| Arumuni                                                                               | Arumuni                                         |                                                 | 0,47 %                                          | 0,47 %                                          |
| ostatní / nezjištěno                                                                  | ostatní / nezjištěno                            |                                                 | 8,23 %                                          | 8,23 %                                          |
| Výše uvedená tabulka ukazuje etnickou příslušnost obyvatel podle sčítání z roku 2021: |                                                 |                                                 |                                                 |                                                 |

Podle dat z posledního sčítání lidu v roce 2021 měla Severní Makedonie 1 836 713 obyvatel. Nejpočetnějším etnikem v zemi jsou Makedonci (58,4 % populace). Druhou největší skupinu představují Albánci (24,3 %), kteří dominují severozápadní části země. Na třetím místě následují Turci s téměř 71 000 obyvateli oficiálně; neoficiální odhady hovoří o 170 000 až 200 000 Turků.

### Jazyk
Oficiálním a nejrozšířenějším jazykem je makedonština, která patří do východní větve jihoslovanských jazyků. V obcích, kde jsou zastoupeny etnické skupiny s více než 20 % z celkového počtu obyvatel, je jazyk tohoto daného etnika "spoluúřední". Dle sčítání z roku 2021 používá makedonštinu pro běžnou komunikaci ve své domácnosti 62,3 populace, albánštinu 24,1 % obyvatel, turečtinu 3,35 % obyvatel.

### Náboženství
Většinovým náboženstvím Severní Makedonie je pravoslaví, které vyznává 65 % populace a drtivá většina z nich náleží k makedonské pravoslavné církvi. K jiným křesťanským denominacím se hlásí 0,4 % populace. Muslimové tvoří 33,3 % populace. Severní Makedonie má pátý nejvyšší podíl muslimů v Evropě, po Kosovu (96 %), Turecku (90 %), Albánii (59 %), a Bosně–Hercegovině (51 %). Většina muslimů jsou Albánci, Turci a cca 75% romské populace, i když existují i menší počty makedonských muslimů. Zbývajících 1,4 % je označeno jako "nepřidružení" dle odhadů Pew Research z roku 2010.
K nepočetným příslušníkům římskokatolické církve v Severní Makedonii patří jak slovanští Makedonci, tak etničtí Albánci. Za zmínku stojí, že svatá Matka Tereza, která působila v Indii jako řeholnice, byla původem Albánka a narodila se ve Skopje. Na jedné z hlavních ulic města byla umístěna její busta.

## Kultura

### Umění

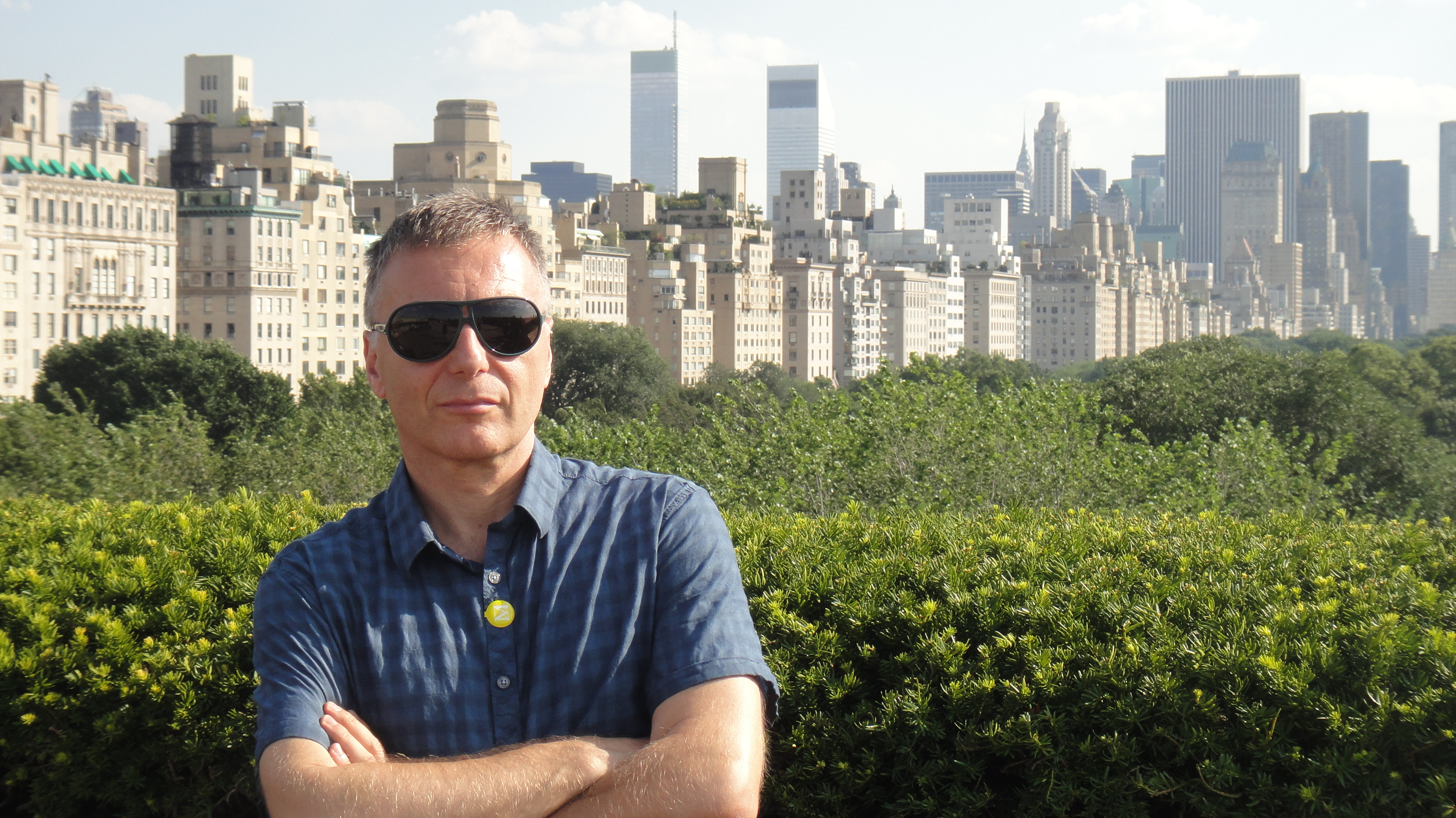
Milčo Mančevski

K prvním autorům makedonské literatury je počítán Kiril Pejčinovič. Za zakladatele moderní makedonské literatury ve 20. století je označován Kočo Racin, mj. též titovský partyzán. Nejvýznamnějším spisovatelem byl Blaže Koneski, který významně přispěl ke kodifikaci spisovné makedonštiny, stejně jako filolog Krste Misirkov. Významnou postavou byl také prozaik a historik Ďordi Abadžijev či básník Mateja Matevski, dále Kole Nedelkovski, Venko Markovski, Gane Todorovski nebo Petre Mito Andreevski. K nejuznávanějším současným jménům patří Lidija Dimkovska, držitelka Ceny Evropské unie za literaturu. Největší literární akcí v zemi je mezinárodní festival Stružské večery poezie, který se každoročně koná ve městě Struga, od roku 1966.
Nejslavnějším makedonským umělcem byl tragicky zahynulý zpěvák Toše Proeski. Úspěšnou byla rovněž romská hudebnice Esma Redžepovová a úspěšná je také zpěvačka Kaliopi. Nejúspěšnějším malířem je Vlado Goreski, sochařem pak brutalista Dušan Džamonja, mj. autor známého Památníku revoluce lidu Moslaviny. Zlatého lva z Benátek a nominaci na Oscara má režisér Milčo Mančevski. Uznávaným tvůrcem uměleckých animovaných filmů byl Petar Gligorovski. Z hereček se mezinárodně prosadila Labina Mitevska, kterou zná český divák především z českého filmu Samotáři. Ve Skopji se narodil známý srbský herec Ljubiša Samardžić, populární kdysi i v Československu díky seriálu Horký vítr. V modelingu se prosadila Katarina Ivanovska.

### Kuchyně

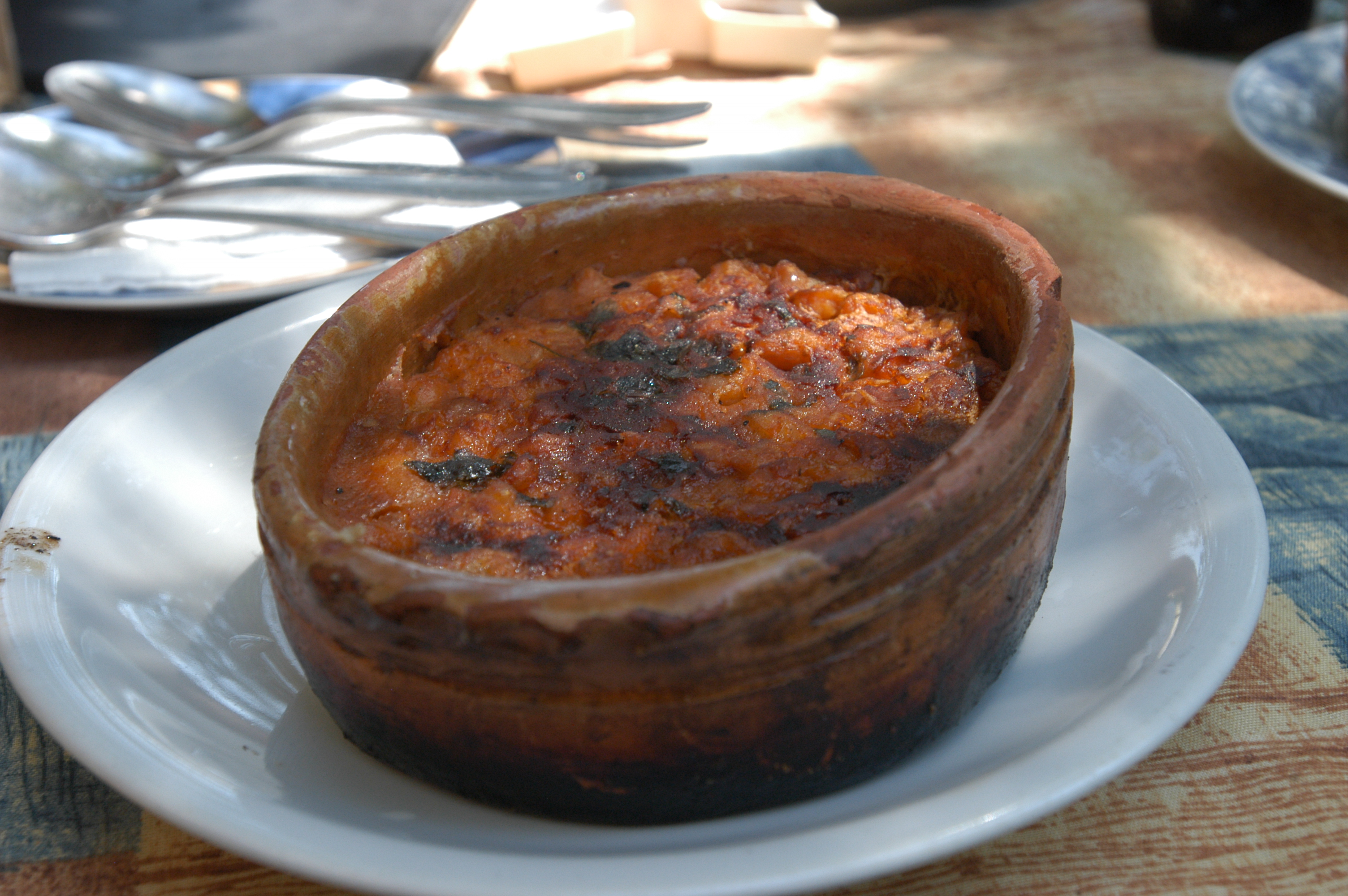
Tavče gravče, národní jídlo v Makedonii

Severomakedonská kuchyně je tradiční kuchyně v Severní Makedonii – zástupce balkánské kuchyně odrážející vlivy Středomoří, řecké kuchyně, turecké kuchyně a kuchyně Blízkého východu, a v menším rozsahu italské, německé a východoevropské kuchyně (speciálně maďarské). Relativně teplé klima v Severní Makedonii nabízí vynikající podmínky pro růst různých druhů zeleniny, ovoce a bylin. Makedonská kuchyně je také známá pro rozmanitost a kvalitu mléčných výrobků, vína a místních alkoholických nápojů, například rakije. Za národní jídlo Severní Makedonie se pokládají tavče gravče (zapečené fazole) a likér mastika.

### Sport

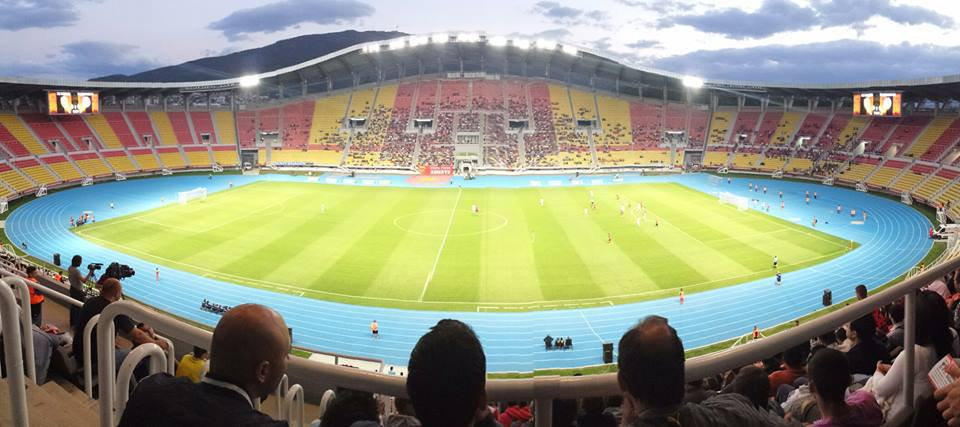
Národní aréna Toše Proeski

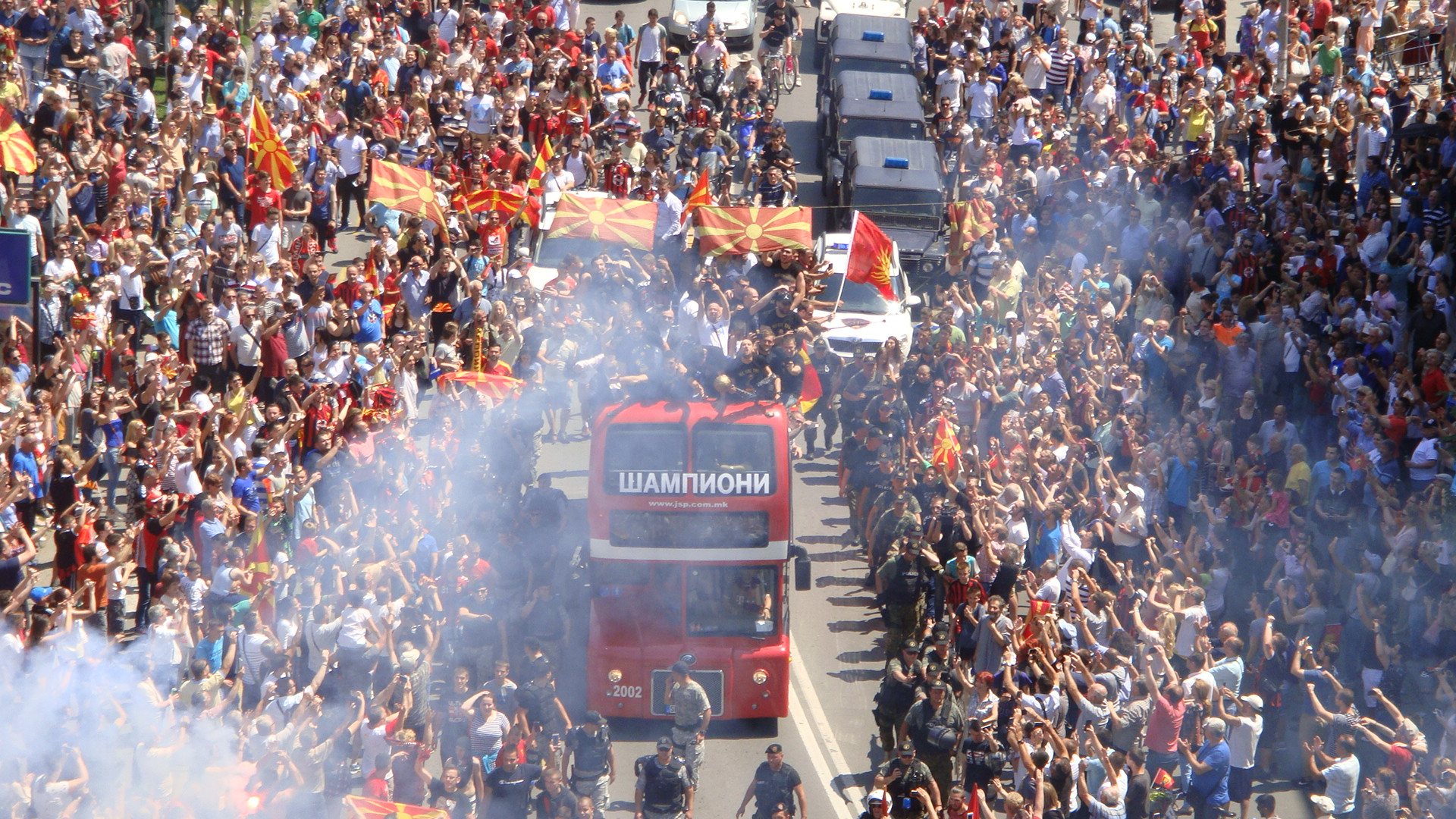
Přivítání házenkářů Vardaru ve Skopje po vítězství v Lize mistrů roku 2017

Nejpopulárnějším sportem v Severní Makedonii je fotbal. Nejúspěšnějším severomakedonským fotbalistou je vítěz Zlaté kopačky Darko Pančev a vítěz Ligy mistrů s Interem Milán Goran Pandev, trenérem Miljan Miljanić. V dresu Jugoslávie získal stříbro na mistrovství Evropy Dragoslav Šekularac. Pro makedonské fotbalisty byl historickým úspěchem postup na závěrečný turnaj evropského šampionátu v roce 2021. Reprezentace hraje své domácí zápasy především v Národní aréně Toše Proeski ve Skopje. Ta byla roku 2011 zrekonstruována. Hrálo se zde i finále Superpoháru v roce 2017.
V roce 2017 vyhrál makedonský mužský tým RK Vardar nejprestižnější klubovou házenkářskou soutěž Evropy - Ligu mistrů. Triumf se mu podařilo zopakovat v roce 2019. Národní házenkářský tým mužů dosáhl na mistrovství Evropy v roce 2012 na páté místo. V roce 2008 Makedonie pořádala Mistrovství Evropy v házené žen. Nejúspěšnějším házenkářem je Kiril Lazarov, dvojnásobný vítěz házenkářské Ligy mistrů.
Jako i v jiných zemích bývalé Jugoslávie je v Severní Makedonii slušná basketbalová tradice, mužská basketbalová reprezentace se v roce 2011 umístila na mistrovství Evropy na senzačním čtvrtém místě. Nejznámějším basketbalistou je Pero Antić, trojnásobný vítěz Euroligy.
V roce 2000 na hrách v Sydney vybojoval zápasník Magomed Ibragimov pro samostatnou Makedonii první, bronzovou, olympijskou medaili. Druhou přidal na olympiádě v Tokiu roku 2021 taekwondista Dejan Georgievski a šlo ještě o stupínek cennější kov, tedy stříbro. V dresu Jugoslávie získal zlato a stříbro makedonský zápasník Šaban Trstena, jinak též dvojnásobný mistr Evropy. Byl to právě on, kdo nesl makedonskou vlajkou při slavnostním zahájení olympijských her v Atlantě roku 1996, kde se Makedonie prvně představila jako samostatná země. Dalšími úspěšnými olympioniky v jugoslávské éře byli zápasník Šaban Sejdiu, držitel dvou olympijských bronzů, nebo boxeři Redžep Redžepovski a Ace Rusevski.